# Thongloun Sisoulith
Thongloun Sisoulith (né le 10 novembre 1945, en lao : ທອງລຸນ ສີສຸລິດ) est un homme politique et historien laotien, secrétaire général du Parti populaire révolutionnaire lao (PPRL) et septième président du Laos depuis 2021.
Thongloun est né et a fait ses études dans la province de Houaphan, avant de recevoir une formation à Leningrad et à Moscou en Union soviétique. Pendant la guerre civile laotienne, il a soutenu le Pathet Lao en tant qu'enseignant. En 1987, il est devenu vice-ministre des affaires étrangères, poste qu'il a occupé jusqu'en 1992, avant d'occuper d'autres fonctions au sein du gouvernement. En 2001, il est devenu vice-premier ministre avant de devenir ministre des affaires étrangères en 2006. Qualifié de « modéré » par l'ambassade des États-Unis à Vientiane, Thongloun a contribué à améliorer les relations entre le Laos et les États-Unis, ce qui a été salué en 2009 par le sénateur Jim Webb et en 2010 par Hillary Clinton. En 2016, il devient premier ministre et entreprend des campagnes de lutte contre la corruption. Il devient ensuite secrétaire général du PPRL et président en 2021.

## Débuts

### Jeunesse
Thongloun Sisoulith est né le 10 novembre 1945 dans la province de Houaphan au Laos. Il étudie au Collège pédagogique de Neo Lao Hak Sat à Houaphan de 1962 à 1969, puis en Union soviétique et au Viêt Nam, où il obtient un doctorat en philosophie et une maîtrise en arts. De 1973 à 1978, Thongloun a obtenu un master en linguistique et littérature à l'Institut pédagogique Gerzen de Leningrad, en Union soviétique. Puis, de 1981 à 1984, il a obtenu un doctorat en histoire des relations internationales à l'Académie des sciences sociales de Moscou,.

### Carrière de professeur
Pendant la guerre civile laotienne, Thongloun a servi dans le Pathet Lao communiste en tant qu'enseignant. De 1967 à 1969, Thoungloun a servi dans le département éducatif du Neo Lao Hak Sat en tant que membre senior, avant de devenir membre du bureau du représentant du Neo Lao Hak Sat à Hanoï, au Nord-Vietnam. Il retourne ensuite au Laos de 1978 à 1979, où il est chargé de cours à l'université nationale du Laos après la prise de contrôle de Vientiane par les communistes en 1975 et dirige le programme de langue russe de l'université.

## Période politique
Tout au long de ses années au gouvernement, il a accumulé les nominations. Il a été vice-ministre des affaires étrangères de 1987 à 1992, ministre du travail et de la protection sociale de 1993 à 1997 et député à l'Assemblée nationale de 1998 à 2000. Il est devenu vice-premier ministre et président du Comité de planification de l'État le 27 mars 2001, et a été nommé ministre des affaires étrangères le 8 juin 2006, en remplacement de Somsavat Lengsavad. Il est choisi pour devenir Premier ministre du Laos lors du 10e Congrès du Parti, le 23 janvier 2016.

### Premier ministre de 2016 à 2021
Après que Thongloun soit devenu Premier ministre du Laos, il a lancé des campagnes de lutte contre la corruption au sein du gouvernement laotien. D'avril 2016 à février 2017, l'Autorité d'inspection de l'État a procédé à 25 arrestations liées à la corruption. Sous Thongloun, le gouvernement a vendu aux enchères les voitures BMW et Mercedes-Benz délivrées par le gouvernement et les a remplacées par des Toyota Camrys.
Le 23 juillet 2018, un barrage faisant partie du projet hydroélectrique Xe Pian-Xe Namnoy sur le Mékong dans la province de Champassak s'est effondré, tuant 71 personnes et déplaçant 14 440 autres. Le barrage était en cours de construction par le Laos, la Thaïlande et la Corée du Sud, et des alertes avaient été lancées les jours précédents sur le manque de sécurité du barrage. En tant que Premier ministre, Thongloun a reporté des réunions et s'est rendu dans la zone touchée, dans le district de Sanamxay, pour superviser les opérations de secours.
Le 4 janvier 2020, Thongloun a représenté le Laos à Hanoi lors de la 42e réunion du Comité intergouvernemental Vietnam-Laos avec le Premier ministre vietnamien. Au cours des réunions, il fait l'éloge de l'économie vietnamienne, les deux pays convenant de renforcer les liens et la coopération entre eux. Pendant la pandémie de COVID-19, le Laos coopère avec le Viêt Nam et le Cambodge, Thongloun tenant des appels téléphoniques avec ses homologues cambodgien et vietnamien, Hun Sen et Nguyễn Xuân Phúc. Le 10 juin, il a félicité le National Taskforce Committee pour sa gestion de la pandémie de COVID-19 au Laos, après 59 jours sans nouveaux cas de COVID-19.
En août 2020, il a exhorté les médias à continuer à « vaincre les fausses nouvelles, les nouvelles trompeuses et les nouvelles nuisibles » sur les sites de médias sociaux. Le 13 décembre 2020, Thongloun s'est adressé aux Nations Unies pour expliquer comment le Laos continue de suivre l'Accord de Paris et d'autres politiques visant à réduire les émissions de carbone. Il a demandé le soutien d'autres nations pour aider le Laos à atteindre ces objectifs.
Lors du 11e Congrès national du Parti révolutionnaire populaire lao, le 15 février 2021, il est élu secrétaire général du parti, et donc dirigeant de facto du Laos, devenant ainsi le premier civil sans passé militaire à être secrétaire général. Thongloun prête serment le 22 mars 2021, remplaçant le précédent dirigeant Bounnhang Vorachith après son départ à la retraite. Phankham Viphavanh a remplacé Thongloun en tant que Premier ministre.

### Président de la république
Après avoir prêté serment en tant que secrétaire général et président, Thongloun s'est engagé à créer une croissance économique et à réduire la pauvreté au Laos en travaillant avec le Parti révolutionnaire populaire lao (PPRL). En mars 2021, le Laos a commencé à utiliser le vaccin russe Sputnik V COVID-19 comme principal vaccin dans le cadre de ses programmes de vaccination.
Le 3 décembre 2021, il a inauguré avec le président chinois Xi Jinping le tronçon Boten-Vientiane du chemin de fer Lao-Chine. Le Laos est confronté à une dette croissante envers la Chine, la moitié de la dette extérieure du Laos étant détenue par la Chine. Lors de la 27e conférence Future of Asia à Tokyo le 27 mai 2022, Thongloun a minimisé les inquiétudes concernant le piège de la dette chinoise.

#### Diplomatie
Sous Thongloun, le Laos s'est retrouvé à équilibrer ses relations entre la Chine et le Vietnam. Le 26 mai 2023, à la suite de l'invasion russe de l'Ukraine et aux tensions entre la Chine et Taïwan, Thongloun a mis en garde contre le risque d'escalade vers des guerres à plus grande échelle.

## Vie personnelle
Il est marié à Naly Sisoulith (née en 1947). Le couple a trois enfants, deux fils et une fille. La fille de Thongloun, Moukdavanh, est directrice générale adjointe du département des organisations internationales au sein du ministère des Affaires étrangères du Laos.
Outre le lao, il parle le vietnamien, le russe et l'anglais.